# مسابقه راک اند رول
مسابقه راک اند رول (به انگلیسی: Rock n 'Roll Racing) یک بازی ویدیویی مسابقه ای مبتنی بر مبارزه با وسایل نقلیه است که توسط Silicon & Synapse ساخته شده‌است (که اکنون به عنوان بلیزارد انترتینمنت شناخته می‌شود) و توسط Interplay Productions برای سوپر نینتندو در سال 1993 و برای سگا مگا درایو در 1994 منتشر شده‌است. این بازی به‌طور برجسته ای از آهنگ‌های معروف هوی متال و راک در موسیقی متن خود برخوردار است، از این رو این عنوان بر روی گیم بوی ادونس در سال 2003 نیز پورت شد.
Rock n 'Roll Racing در ابتدا با نام RPMII توسعه یافت، در واقع این اسم ادامه بازی مسابقه آرپی‌ام تداعی می‌شد. در پایان پروژه، بازاریابی Interplay موسیقی لایسنس شده را اضافه کرد و نام آن را به Rock n 'Roll Racing تغییر داد. همچنین از نظر گیم پلی شبیه Racing Destruction Set است که از موتور منطقی / AI خود برخوردار است و بازی NES RC Pro-Am که توسط Rare در سال ۱۹۸۸ ساخته شده‌است.

یک مسابقه در نسخه SNES.

## انتشار
اعلام شد که سخه ۳دی‌او Rock n 'Roll Racingدر دست ساخت است و قرار است توسط Interplay طی E3 1995 منتشر شود، با این حال، این نسخه به دلایل نامعلوم هرگز منتشر نشد.
در سال ۲۰۰۳، بلیزارد نسخه آزمایشی مبتنی بر Adobe Shockwave از پورت GBA را با یک آهنگ در وب سایت خود منتشر کرد.
در سال ۲۰۱۴، نسخه آزمایشی بازی شامل سه آهنگ به بازی بتل.نت اضافه شد که از طریق زی‌اس‌نس شبیه‌سازی شده‌است. این نسخه دارای تمام آهنگ‌های موسیقی راک به سبک موسیقی MIDI ساده است، زیرا لایسنس موسیقی منقضی شده بود.

## بازتاب‌ها
مجله گیم‌پرو به این بازی نقد متوسطی داد نسخه Genesis را بررسی مختلط کرد. از جلوه‌های صوتی ضعیف انتقاد کرد و اظهار داشت که گرافیک و صدای دیجیتالی به طرز محسوسی از نسخه Super NES بدتر است.
Rock N 'Roll Racing بهترین بازی رانندگی سال ۱۹۹۳ توسط الکترونیک گیمینگ مانثلی را دریافت کرد.

## دنباله‌ها

### مسابقه راک اند رول ۲: آسفالت قرمز

جلد اروپایی Rock & Roll Racing 2: Red Asphalt

نسخه اصلی Rock n 'Roll Racing برای کنسول ۳۲ بیتی پلی‌استیشن توسط Interplay در سال ۱۹۹۷ ساخته شد. این بازی در اروپا با نام Rock & Roll Racing 2: Red Asphalt و در ایالات متحده فقط به عنوان Red Asphalt به فروش رسید.
| ناشر                    | امتیاز  |
| ----------------------- | ------- |
| الکترونیک گیمینگ مانثلی | 5.25/10 |
| گیم‌اسپات                | 6.9/10  |
| آی‌جی‌ان                  | 5/10    |
| نکست جنریشن             | [ ۹ ]   |